# Kill Your Idols
Kill Your Idols est un groupe américain de punk hardcore, originaire de Long Island, New York.

## Histoire
Au début des années 1990, les membres découvrent la scène punk hardcore new-yorkaise indépendamment les uns des autres. Influencés par les concerts de Gorilla Biscuits, Circle Jerks, Bold et Dead Kennedys, ils font partie de la scène. Minor Threat, en particulier, a eu une grande influence et ils commencent à vivre selon les principes du mouvement straight edge.
Début 1996, il est décidé de former le groupe. Au début, le groupe n'est qu'un groupe de concert, mais les cinq membres du groupe, ne pouvant vivre uniquement de leurs concerts, s'engagent dans d'autres emplois à plusieurs reprises. Ce n'est qu'en 2001 que le premier contrat de disque est signé avec SideOneDummy. Par la suite, leur indépendance et leur appartenance à l'underground sont mises en doute par certains fans, qui se détournent alors du groupe. Cependant, Kill Your Idols continue de refuser les tournées avec des groupes qui, selon eux, ne défendent pas leurs principes, comme c'est le cas avec Good Charlotte. En 2005 sort l'album From Companionship to Competition.
En 2006, un concert d'anniversaire est organisé pour les dix ans du groupe au CBGB. Des groupes amis comme Ensign, Inhuman, Two Man Advantage, Shell Shock et d'autres partagent la scène avec Kill Your Idols. Un album live sort la même année. Après l'annulation à la dernière minute du concert d'adieu officiel au Smithtown Masonic Hall, New York, le 13 mai 2007, par le département du shérif compétent en raison d'une affluence trop importante, le groupe joue son dernier concert spontanément juste après, sur un parking, devant plus de 200 personnes.
Fin 2021, le groupe se reforme, sort un single et annonce d'autres morceaux,.. 2022, Kill Your Idols sort un split EP avec Rule them All. En août 2023, le label Bridge Nine s'associe avec Blackout! Records pour offrir une variante exclusive argentée des albums de Kill Your Idols.

## Style musical
Kill Your Idols jouait un punk hardcore rapide, rectiligne, énergique et rugueux, musicalement similaire à Negative Approach. Leur style n'a changé que de manière marginale au fil des années. Les critiques leur ont donc parfois reproché de ne jouer en fait qu'une seule chanson. La proximité musicale avec Negative Approach fait l'objet d'innombrables critiques et comparaisons et est reprise avec autodérision par le groupe dans la chanson Stop Comparing us to Negative Approach.

## Discographie

### Albums studio
- 1998 : This is Just the Beginning (Blackout! Records)
- 2000 : No Gimmicks Needed (Blackout! Records)
- 2001 : Funeral for a Feeling (SideOneDummy Records)
- 2003 : The Skinner Years (compilation, Vicious Circle Records)
- 2005 : Live at CBGB (Blackout! Records)
- 2005 : From Companionship to Competition (SideOneDummy Records)

### EP et splits
- 1997 : EP 12" inch 12" (None of The Above Music)
- 1998 : I Hate the Kids, split 7" avec Fisticuffs (Motherbox)
- 1999 : Kill Your Idols/Full Speed Ahead, split 7" avec Full Speed Ahead (Hell Bent Records)
- 1999 : Kill Your Idols/The Nerve Agents, split 7" avec The Nerve Agents (Mankind Records)
- 2000 : Voorhees/Kill Your Idols, split 7" avec Voorhees (Indecision Records)
- 2001 : Kill Your Idols/Good Riddance, split 7" avec Good Riddance (Jade Tree Records)
- 2002 : The Skinnier Years, 10" (Vicious Circle Records)
- 2003 : Kill Your Idols/Crime In Stereo, split 7" avec Crime In Stereo (Blackout! Records)
- 2006 :  For Our Friends 12" (Underestimated Records)
- 2006 : Bipolar Hardcore Split 7", split 7" avec Poison Idea (TKO Records)
- 2007 : Salmon Swim Upstream; 7" (Vicious Circle Records)
- 2007 : Something Started Here, coffret vinyle (Get Outta Town Records)
- 2022 : Kill Your Idols avec Rule them All